# Dual Combined Brake System
DCBS is het integrale remsysteem van motorfietsen van het merk Honda.
DCBS staat voor: Dual Combined Brake System. Het betreft een integraal remsysteem waarbij door de bediening van het remhendel twee van de drie remzuigers in de voorste remklauwen worden geactiveerd. De linker remklauw kantelt en bedient daardoor de achterrem. Met de voetrem worden de middelste zuigers in alle remklauwen bediend. Via hetzelfde principe vergroot ook hier de linker remklauw de werking van de achterrem, hoewel beperkt door het PCV. Vanaf 1993 standaard op de Honda CBR 1000 F DCBS. DCBS werd bij de ST 1100 Pan-European en latere modellen, zoals de Foresight scooter en de VFR 800, CBS genoemd.
DCBS Evolution is een vereenvoudigde uitvoering van DCBS op de Honda CBR 1100 XX Super Blackbird uit 1996.

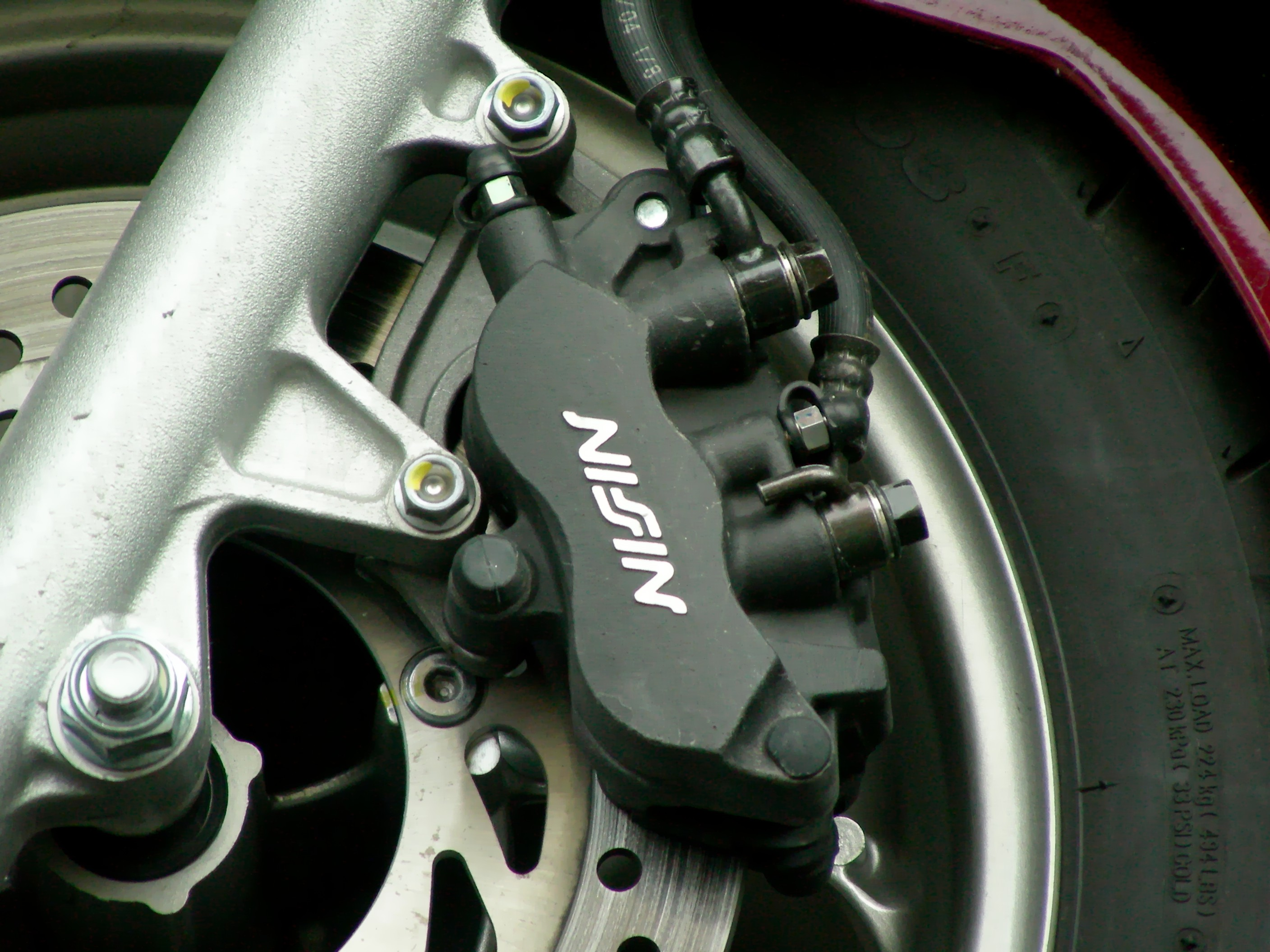
3

SCBS (Single Combined Brake System) is een vereenvoudigde versie van Honda's Dual Combined Brake System. SCBS werd in 2002 toegepast op de Honda NT 650 V Deauville en werkte alleen bij de voetrem. Die remde op beide wielen, een systeem dat vergelijkbaar is met dat van Moto Guzzi, die dat begin jaren zeventig al had.